# I virkeligheden
|  | Denne artikel er oprettet af botten Steenthbot ud fra en ekstern database. Den kan derfor have sproglige fejl eller mangler. Denne skabelon kan fjernes efter kontrol af indholdet. |

I virkeligheden er en dansk dokumentarfilm fra 1993 instrueret af Mette Støttrup Jensen efter eget manuskript.

## Handling
Omverdensproblemet angribes fra forskellige synsvinkler, - den skal bruges som oplæg i filosofiundervisningen i gymnasiet.